# Ronaldo Aparecido Rodrigues
Ronaldo Aparecido Rodrigues (10 de septiembre de 1982), también conocido como Naldo, es un exfutbolista brasileño que jugaba de defensa.

## Trayectoria
Firmó en el verano de 2005 por Werder Bremen, en sustitución de Valérien Ismaël, quien fue al Bayern de Múnich. Sin embargo, fue capaz de jugar en toda la línea trasera. 
Jugó todos los partidos menos dos de la temporada 2005-06 de la Bundesliga y siete de los ocho partidos de clasificación a la Liga de Campeones de la UEFA. Mide 1,96 m de altura y su peso, combinado con su capacidad de salto, lo convierten en una gran amenaza en los tiros aéreos. 
En la temporada 2006-07 anotó un triplete contra el Eintracht Frankfurt. El partido terminó 6-2.
En enero de 2019 fichó por el A. S. Monaco F. C. Un año después, tras no haber jugado ningún partido en la temporada 2019-20, rescindió su contrato.
El 30 de septiembre de 2020 se hizo oficial su retirada y entró a formar parte del cuerpo técnico del F. C. Schalke 04.

## Clubes
| Club                | País     | Año       |
| ------------------- | -------- | --------- |
| Audax Italiano      | Chile    | 2002-2004 |
| E. C. Juventude     | Brasil   | 2004-2005 |
| S. V. Werder Bremen | Alemania | 2005-2012 |
| VfL Wolfsburgo      | Alemania | 2012-2016 |
| F. C. Schalke 04    | Alemania | 2016-2019 |
| A. S. Monaco F. C.  | Mónaco   | 2019-2020 |

## Palmarés

### Títulos nacionales
| Título                      | Club                | País     | Año  |
| --------------------------- | ------------------- | -------- | ---- |
| Copa de la Liga de Alemania | S. V. Werder Bremen | Alemania | 2006 |
| Copa de Alemania            | S. V. Werder Bremen | Alemania | 2009 |
| Supercopa de Alemania       | S. V. Werder Bremen | Alemania | 2009 |
| Copa de Alemania            | VfL Wolfsburgo      | Alemania | 2015 |
| Supercopa de Alemania       | VfL Wolfsburgo      | Alemania | 2015 |

### Títulos internacionales
| Título       | Club (*) | País      | Año  |
| ------------ | -------- | --------- | ---- |
| Copa América | Chile    | Venezuela | 2007 |

(*) Incluyendo la selección.